# 西田健一
西田 健一（にしだ けんいち）は、日本のアニメーション演出家、アニメ監督。元日本アニメーション所属。

## 経歴
日本アニメーションに入社し、世界名作劇場シリーズでの制作進行・演出助手を経て演出家となる。初監督作品は『PAPUWA』。2010年、退社しフリーランスとなる。

## 参加作品

### テレビアニメ
1992年
- 大草原の小さな天使 ブッシュベイビー（制作進行）

1993年
- 若草物語 ナンとジョー先生（制作進行）

1994年
- 七つの海のティコ（演出助手・制作進行）

1995年
- ちびまる子ちゃん（第2期、絵コンテ・演出）

1995年
- ロミオの青い空（演出・演出助手）

1996年
- 名犬ラッシー（演出・演出助手）
- 家なき子レミ（1996年 - 1997年、演出・演出助手）

1997年
- 中華一番!（1997年 - 1998年、絵コンテ・演出）

2001年
- Cosmic Baton Girl コメットさん☆（2001年 - 2002年、絵コンテ・演出）
- 神鵰侠侶 コンドルヒーロー（2001年 - 2002年、絵コンテ・演出）

2002年
- ハングリーハート WILD STRIKER（2002年 - 2003年、絵コンテ・演出）

2003年
- PAPUWA（2003年 - 2004年、監督・絵コンテ・演出）

2004年
- B-伝説! バトルビーダマン（絵コンテ協力）
- ファンタジックチルドレン（2004年 - 2005年、絵コンテ・演出）

2005年
- B-伝説! バトルビーダマン 炎魂（絵コンテ）
- カード王 ミックスマスター（2005年 - 2006年、監督（コ・ソンチョルと共同）・絵コンテ）

2006年
- ぽかぽか森のラスカル（2006年 - 2007年、監督・絵コンテ・演出）

2009年
- こんにちは アン 〜Before Green Gables（絵コンテ・演出）

2010年
- 忍たま乱太郎（絵コンテ）
- ギャラクシーレーサー スキャン2ゴー（2010年 - 2011年、絵コンテ）
- ポケットモンスター ベストウイッシュ（2010年 - 2012年、絵コンテ・演出）

2011年-
- ドラえもん（絵コンテ・演出）

2011年
- NARUTO -ナルト- 疾風伝（2011年 - 2012年、絵コンテ・演出）
- スティッチ! 〜ずっと最高のトモダチ〜（演出）

2012年
- たまごっち!（演出）
- ポケットモンスター ベストウイッシュ シーズン2・シーズン2 エピソードN・シーズン2 デコロラアドベンチャー（2012年 - 2013年、絵コンテ・演出）
- たまごっち! ゆめキラドリーム（2012年 - 2013年、絵コンテ・演出）
- NARUTO -ナルト- SD ロック・リーの青春フルパワー忍伝（2012年 - 2013年、絵コンテ）

2013年
- たまごっち! みらくるフレンズ（2013年 - 2014年、絵コンテ・演出）
- ポケットモンスター XY（2013年 - 2015年、絵コンテ・演出）

2014年
- GO-GO たまごっち!（2014年 - 2015年、絵コンテ・演出）
- 怪盗ジョーカー（絵コンテ・演出）

2015年
- ピカイア!（演出）
- ヤング ブラック・ジャック（演出）
- かみさまみならい ヒミツのここたま（2015年 - 2018年、絵コンテ・演出）
- ポケットモンスター XY&Z（2015年 - 2016年、演出）

2017年
- うらら迷路帖（演出）
- 鬼平（演出）
- ツインエンジェルBREAK（絵コンテ）
- アリスと蔵六（演出）
- 妖怪アパートの幽雅な日常（絵コンテ・演出）
- クレヨンしんちゃん（演出）

2018年
- ポチっと発明 ピカちんキット（絵コンテ・演出）

2020年
- ハクション大魔王2020（絵コンテ・演出）
- メジャーセカンド（絵コンテ・演出）

2021年
- オッドタクシー（演出）
- 戦闘員、派遣します!（演出）
- 出会って5秒でバトル（演出）
- 異世界食堂2（絵コンテ・演出）
- 大正オトメ御伽話（絵コンテ）

2022年
- 異世界美少女受肉おじさんと（絵コンテ・演出）
- ヴァニタスの手記（演出）
- 薔薇王の葬列（絵コンテ・演出）
- ラブオールプレー（絵コンテ・演出）
- カッコウの許嫁（絵コンテ）
- 新テニスの王子様 U-17 WORLD CUP（演出）

2023年
- 贄姫と獣の王（絵コンテ・演出）
- カワイスギクライシス（絵コンテ）
- 悲劇の元凶となる最強外道ラスボス女王は民の為に尽くします。（演出）

2024年
- 休日のわるものさん（絵コンテ）
- 月刊モー想科学（絵コンテ）
- ヴァンパイア男子寮（絵コンテ）
- さようなら竜生、こんにちは人生（監督・絵コンテ・演出）

2025年
- 男女の友情は成立する?（いや、しないっ!!）（絵コンテ）

### OVA
- HUNTER×HUNTER GREED ISLAND（2003年、絵コンテ・演出）

### Webアニメ
- クレヨンしんちゃん外伝 家族連れ狼（2017年、演出）